# Casper e gli angeli
Casper e gli angeli (Casper and the Angels) è una serie televisiva animata statunitense del 1979, prodotta da Hanna-Barbera.
Basata sul personaggio Casper dei fumetti Harvey Comics, la serie è stata trasmessa per la prima volta negli Stati Uniti su NBC dal 22 settembre al 15 dicembre 1979, per un totale di 13 episodi (26 segmenti) ripartiti su una stagione. In Italia è stata trasmessa su Ciao Ciao dal 20 maggio 1980.

## Episodi
| nº | Titolo originale            | Titolo italiano                          | Prima TV USA      | Prima TV Italia |
| -- | --------------------------- | ---------------------------------------- | ----------------- | --------------- |
| 1  | Casper's Golden Chance      | Un'occasione d'oro                       | 22 settembre 1979 | 20 maggio 1980  |
| 1  | Space Circus                | Il circo spaziale                        | 29 settembre 1979 |                 |
| 2  | Casper Ghosts West          | I fantasmi del West                      |                   |                 |
| 2  | Casper's Camp-Out           | Casper e l'accampamento                  |                   |                 |
| 3  | Strike Four                 | Colpo quattro                            |                   |                 |
| 3  | The Space Pirate            | Il pirata spaziale                       |                   |                 |
| 4  | Shipwrecked                 | Naufragato                               |                   |                 |
| 4  | The Cat Burglar             | Il gatto ladro                           |                   |                 |
| 5  | Something Fishy             | Qualcosa di sospetto                     |                   |                 |
| 5  | The Smiling Lisa            | Lisa la sorridente                       |                   |                 |
| 6  | A Pocket Full O' Schemes    | Una tasca piena di schemi                |                   |                 |
| 6  | A Tale of Two Trashmen      | La storia di due spazzini                |                   |                 |
| 7  | Fatula                      | Fatula                                   |                   |                 |
| 7  | T.V. or Not T.V.            | TV o non TV                              |                   |                 |
| 8  | Gone to the Dogs            | Andare con cani                          |                   |                 |
| 8  | Private Eyeball to Eyeball  | Da bulbo oculare privato a bulbo oculare |                   |                 |
| 9  | Champ for a Day             | Campione per un giorno                   |                   |                 |
| 9  | The Ghost Robbers           | I ladri di fantasmi                      |                   |                 |
| 10 | Aunt Mary Scary             | Zia Maria spaventosa                     |                   |                 |
| 10 | The Ice Heist               | Il colpo di ghiaccio                     |                   |                 |
| 11 | A Shoplifting Experience    | Esperienza di taccheggio                 |                   |                 |
| 11 | The Impossible Scream       | L'urlo impossibile                       |                   |                 |
| 12 | Prehistoric Hi-Jinx         | Hi-Jinx preistorico                      |                   |                 |
| 12 | The Commander Is Missing    | Il comandante scomparso                  |                   |                 |
| 13 | Love at First Fright        | Amore al primo spavento                  |                   |                 |
| 13 | Savin' Grace in Outer Space |                                          | 15 dicembre 1979  |                 |